# Vijfheerenlanden (streek)

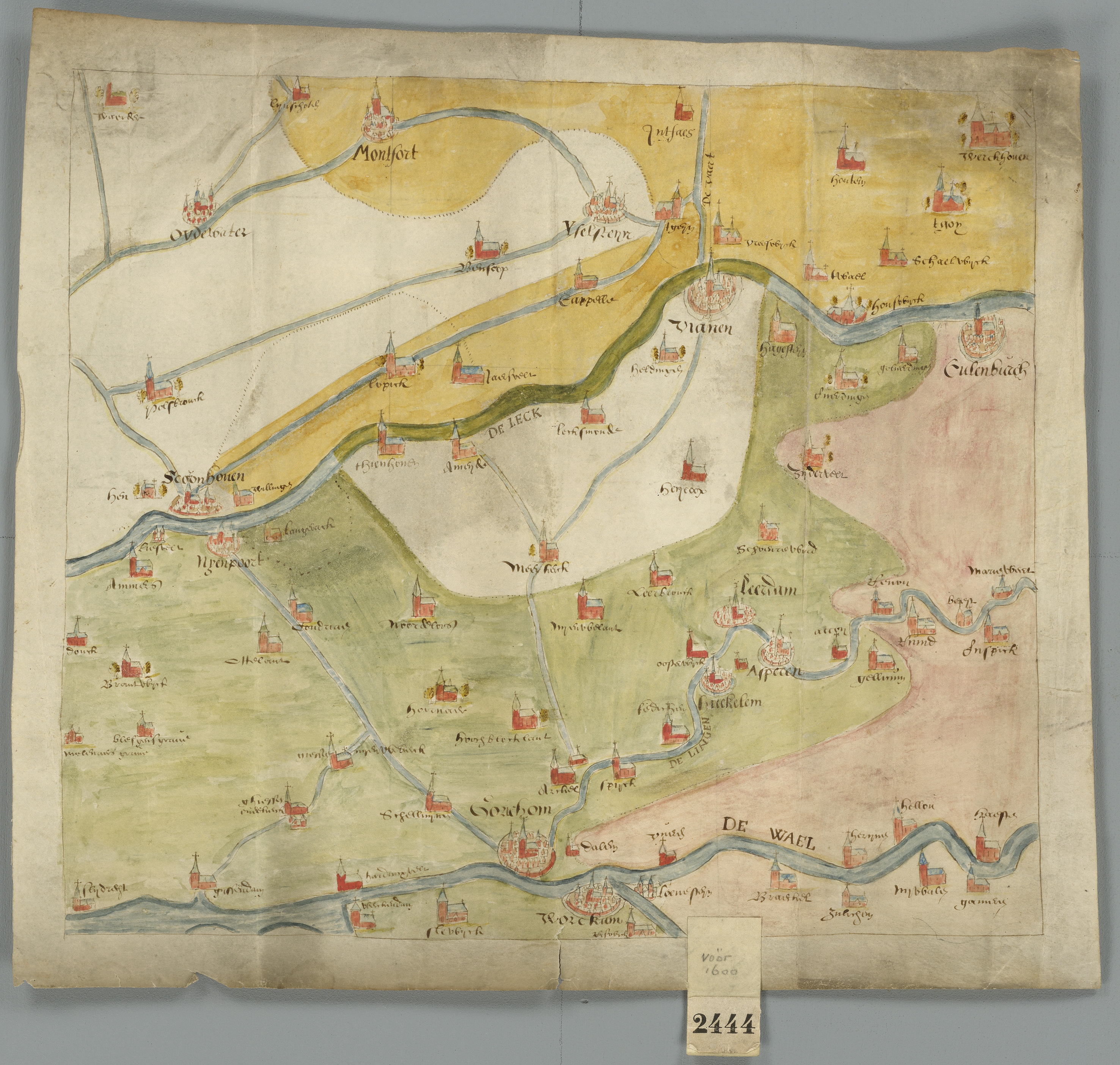
De Vijfheerenlanden in de 16e eeuw

De Vijfheerenlanden is een streek in de Nederlandse provincie Utrecht. Deze streek ligt geheel binnen de grenzen van de gelijknamige gemeente, die op 1 januari 2019 is gevormd door samenvoeging van de Utrechtse gemeente Vianen en de Zuid-Hollandse gemeenten Leerdam en Zederik. Vóór het jaar 2002 lag ook Vianen, en daarmee het hele gebied van de Vijfheerenlanden in Zuid-Holland. De gemeente Vijfheerenlanden is de enige ten zuiden van de rivier de Lek gelegen gemeente in de provincie Utrecht.
Het in deze streek gesproken dialect, het Vijfheerenlands, is een variant binnen het Utrechts-Alblasserwaards.
Behalve een gemeentenaam en een streeknaam is Vijfheerenlanden ook de naam van een polder.

## Begrenzing en geografie
In het noorden worden de Vijfheerenlanden begrensd door de rivier de Lek. De Diefdijk, die een onderdeel is van de Nieuwe Hollandse Waterlinie, vormt de grens tussen de Vijfheerenlanden en de ten oosten hiervan gelegen Neder-Betuwe in de provincie Gelderland. De rivier de Linge begrenst het gebied in het zuiden. In het westen gaan de Vijfheerenlanden over in de Alblasserwaard. Hier valt de gemeentegrens niet samen met de streekgrens. Zo ligt het tot de gemeente Vijfheerenlanden behorende stadje Ameide in de Alblasserwaard. Hier is de westgrens van de streek Vijfheerenlanden het riviertje de Zederik of Zouwe.
De steden Leerdam en Vianen zijn de grootste plaatsen in het gebied. Ook vanuit het gezichtspunt van bedrijvigheid en werkgelegenheid zijn deze twee plaatsen de belangrijkste. Vianen ligt aan de kruising van de Lek en het Merwedekanaal. Langs dit kanaal ligt een groot bedrijventerrein. Onmiddellijk ten zuiden hiervan bevindt zich het Knooppunt Everdingen, waar de A2 en de A27 elkaar kruisen. Het aan de rivier de Linge gelegen Leerdam is beroemd vanwege zijn glasindustrie. Het heeft een station aan de spoorlijn Dordrecht-Geldermalsen.
De derde stad in de gemeente Vijfheerenlanden is het aan de rivier de Lek gelegen Ameide. Van de 11 overige woonplaatsen in deze gemeente zijn Meerkerk en Lexmond de grootste. Voor verdere informatie over onder andere woonkernen in de Vijfheerenlanden wordt verwezen naar het artikel Vijfheerenlanden. 
| Aangrenzende streken | Aangrenzende streken | Aangrenzende streken | Aangrenzende streken | Aangrenzende streken    |
| -------------------- | -------------------- | -------------------- | -------------------- | ----------------------- |
| Lopikerwaard (Utr)   |                      |                      |                      | Kromme-Rijngebied (Utr) |
|                      |                      |                      |                      |                         |
| Alblasserwaard       | Neder-Betuwe (Gld)   |                      |                      |                         |
|                      |                      |                      |                      |                         |
|                      |                      |                      |                      | Tielerwaard (Gld)       |

## Herkomst van de naam
Het gebied dankt zijn naam aan de heren van Arkel, Ter Leede (rondom het huidige Leerdam), Hagestein, Everdingen en Vianen, die in 1284 gezamenlijk maatregelen namen tegen de wateroverlast vanuit de Gelderse Betuwe.

## Waterschap

Wapen van het waterschap

De Vijfheerenlanden vormden tot 1984 een afzonderlijk Hoogheemraadschap: het Hoogheemraadschap van de Vijfheerenlanden. Het gebied wordt sinds 2005 beheerd door het Waterschap Rivierenland. 